# Золотая медаль имени Карла Маркса
Золотая медаль имени Карла Маркса — Высшая награда АН СССР за выдающиеся достижения в области общественных наук, удостаивались советские и иностранные учёные.
Была учреждена постановлением Совета Министров СССР от 27 февраля 1969 года.
ОБ УЧРЕЖДЕНИИ ЗОЛОТОЙ МЕДАЛИ им. КАРЛА МАРКСА 
Постановление Совета Министров СССР 27 февраля 1969 г. 
Совет Министров Союза ССР постановляет: 
1. Принять предложение президиума Академии наук СССР об учреждении золотой медали им. Карла Маркса, присуждаемой Академией наук СССР один раз в три года советским и иностранным учёным за выдающиеся работы в области общественных наук. 
2. Поручить президиуму Академии наук СССР разработать и утвердить Положение о золотой медали им. Карла Маркса и о порядке её присуждения.

## Лауреаты

### 1972
(Первое присуждение).
- Поспелов Пётр Николаевич
- Павлов Тодор Димитров

### 1975
- Суслов Михаил Андреевич
- Дюкло Жак

### 1977
- Брежнев Леонид Ильич
- Черненко Константин Устинович

### 1979
- Жуков Евгений Михайлович

### 1981
- Гусак Густав
- Федосеев Пётр Николаевич